# ليو غلدبيرجر
ليو غلدبيرجر (بالإنجليزية: Leo Goldberger)‏ هو عالم نفس أمريكي، ولد في 28 يونيو 1930.